# Manuel de Saldanha e Albuquerque
Manuel de Saldanha de Albuquerque e Castro, 1.º conde da Ega (Lisboa, 11 de janeiro de 1712 — Lisboa, 6 de dezembro de 1771) foi um nobre português.

## Biografia
Exerceu o cargo de Governador capitão-general da Madeira e foi nomeado 47.º Vice-Rei da Índia e 74.º Governador da Índia, cargo que exerceu de 1758 a 1765. Em 1758, por carta-régia de 25 de fevereiro expedida por Dom José I, foi nomeado Conde de Ega.  
Na Índia concluiu vantajosamente a paz com o Marata; tomou e mandou demolir a fortaleza de Pondá, e conquistou os terrenos que formam a província do Canácona. Assim como no seu governo foram restituídas as praias de Bicholim e Alorna ao Bounsoló, e as de Perá e Ximpem ao rajá da Junda.
Demitiu-se das suas funções ao ser gravemente acusado de ter delapidado a fazenda pública, por ocasião do sequestro dos bens dos jesuítas a pedido do Marquês de Pombal, e ao chegar a Lisboa foi preso.
Prosseguiu-se um julgamento de tribunal do qual foi ilibado. Conseguindo-o, apenas depois da sua morte, por acção de defesa organizada pela sua mulher. 

## Dados genealógicos
Era filho de Aires de Saldanha e Albuquerque Coutinho Matos e Noronha, que foi Governador Colonial do Rio de Janeiro, casado com Dona Maria Leonor de Lancastre e Moscoso.
Em 22 de Abril de 1754, casou com Dona Ana Ludovina de Almada Portugal (Lisboa, 14 de Junho de 1722 - Ajuda, 24 de Fevereiro de 1790), filha de D. Luis José de Almada, mestre-sala da Casa Real, e viúva do secretário de estado Marco António de Azevedo Coutinho. 
No mesmo ano, em 8 de Maio, estava já a fazer a viagem para a ilha da Madeira com o seu marido. 
Teve 4 filhos, sendo o primogénito:
- Aires José Maria de Saldanha Albuquerque Coutinho Matos e Noronha (Funchal, 29 de Março de 1755 - Lisboa, 12 de Janeiro de 1827), 2.º conde da Ega, casado 1ª vez com sua prima D. Maria José do Carmo Xavier de Almada (22 de outubro de 1761 - 8 de novembro de 1795), filha de Antão de Almada, 12.º conde de Avranches. Com geração[3].
- Joaquim Martinho Saldanha e Albuquerque, moço fidalgo com exercício (alvará de 2 de Maio de 1770), acrescentado a fidalgo escudeiro (alvará de 18 de Janeiro de 1800); tenente do regimento de infanteria de Lippe; teve mercê do senhorio, em sua vida, da barca da Torre de Moncorvo, pelos serviços de seus tios Gaspar e Francisco de Saldanha[4].

Faleceu aos 59 anos, na freguesia da Ajuda (Lisboa). Encontra-se sepultado no Convento de Nossa Senhora dos Remédios, sito na Rua das Janelas Verdes, em Santos-o-Velho, Lisboa.

## Dados bibliográficos
- D. António Caetano de Sousa, «Memorias Históricas e Genealógicas dos Grandes de Portugal», Regia Officina Sylviana, Lisboa, 1755, pág. 274.